# Stanley Matthews
Sir Stanley Matthews CBE (Hanley, Staffordshire, 1 de febrer de 1915 - Stoke-on-Trent, 23 de febrer de 2000) va ser un destacat futbolista anglès de mitjan segle xx.

## Biografia
Stanley Matthews va néixer a la Seymour Street de Hanley a Stoke-on-Trent (Anglaterra). Fou el tercer de quatre germans. El seu pare, Jack Matthews fou un destacat boxejador local, que inculcà al seu fill els valors de la disciplina, la determinació i l'esportivitat. Stanley jugava de migcampista pel costat dret. Va rebre el sobrenom d'"el mag" o "el bruixot del regat", ja que era un expert driblador, dels millors de la història. A més exercí una llarguíssima carrera futbolística que es perllongà fins als 50 anys, essent el jugador més vell que mai ha jugat a la primera divisió anglesa de futbol.
L'any 1932 signà el seu primer contracte professional amb l'Stoke City FC, aleshores entrenat per Tom Mather. Dos anys més tard debutà amb la selecció anglesa amb la qual marcà el seu primer gol. Interrompé la seva carrera quan entrà a servir a la força aèria britànica a Blackpool, temps que aprofità per disputar partits amistosos amb diversos clubs. Un cop acabada la guerra mundial retornà al futbol. El 1947 fou traspassat al Blackpool FC. Disputà dos mundials al Brasil l'any 1950 i a Suïssa el 1954. Fent parella amb Stan Mortensen guanyà la FA Cup l'any 1953. Amb la selecció anglesa disputà un total de 54 partits oficials, marcant 11 gols, al que cal sumar 29 partits no oficials, durant els temps de guerra, on marcà 2 gols més. El seu darrer partit amb Anglaterra fou el 15 de maig de 1957, i igual que succeeix a la lliga, és el jugador més veterà que mai ha jugat amb la seva selecció.
Ja amb 46 anys, el 1961, tornà a fitxar pel club de la seva ciutat, el Stoke City FC. El següent any fou campió de segona divisió i fou votat futbolista de l'any per l'Associació d'Escriptors de Futbol. Romangué a aquest club fins a la seva retirada el 6 de febrer de 1965, amb els 50 anys recent complerts. El mes d'abril es disputà un partit d'homenatge contra una selecció mundial representada per homes com Lev Iaixin, Josef Masopust, Ferenc Puskas i Alfredo Di Stefano.
Acabada la seva carrera futbolística (amb 698 partits a la lliga), Matthews dirigí al Port Vale FC (1965-1968) i al Hibernians FC de Malta. Fou inclòs al English Football Hall of Fame l'any 2002. Fou el primer futbolista a rebre el títol de sir. Va rebre l'orde d'or al mèrit per part de la FIFA el 1992. Morí el 23 de febrer del 2000. El 1998 fou escollit per la Football League a la llista de les 100 llegendes del futbol anglès.

## Trajectòria esportiva
- Stoke City FC: 1932-1947 (259 partits, 51 gols).
- Blackpool FC: 1947-1961 (380 partits, 17 gols).
- Stoke City FC: 1961-1965 (59 partits, 3 gols).

## Títols i guardons
- 1 Copa anglesa de futbol: 1953.
- 2 Futbolista de l'any per l'Associació d'Escriptors de Futbol (1948, 1962)
- 1 Pilota d'Or (1956)
- Orde de l'Imperi Britànic.
- El 1970 entrà en la llista dels 50 primers millors jugadors del Futbol Anglès